# Number Ones (DVD)
Number Ones (Español: Números Uno) es un DVD del cantante estadounidense Michael Jackson. Fue lanzado el 18 de noviembre de 2003 por Epic Records. Acompaña al álbum del mismo nombre. Ha vendido más de un millón de copias y ha ido cuatro veces platino.

## Información del DVD
El DVD contiene canciones ligeramente diferente al CD del mismo nombre. Además, muchos de los vídeos que son editados / versiones acortados:
- "Bad" es la versión corta en lugar de los 18 minutos en versión larga;
- "The Way You Make Me Feel" es la versión corta;
- "Smooth Criminal" es el video que está en los créditos de Moonwalker;
- "Black or White" es la versión corta, con la escena de la pantera eliminada, y también está en estéreo, en lugar del original Dolby Surround;
- "Blood on the Dance Floor" es la versión original con escenas extras;
- "You Rock My World" es la versión corta del video musical.

## Lista de canciones
| N.º | Título                                     | Escritor(es)                                                                   | Director(es)                       | Duración |  |
| 1.  | «Don't Stop 'Til You Get Enough»           | Michael Jackson                                                                | Nick Saxton                        | 4:11     |  |
| 2.  | «Rock with You»                            | Rod Temperton                                                                  | Bruce Gowers                       | 3:22     |  |
| 3.  | «Billie Jean»                              | Michael Jackson                                                                | Steve Barron                       | 4:55     |  |
| 4.  | «Beat It»                                  | Michael Jackson                                                                | Bob Giraldi                        | 4:56     |  |
| 5.  | «Thriller»                                 | Rod Temperton                                                                  | John Landis                        | 13:43    |  |
| 6.  | «Bad» (versión corta)                      | Michael Jackson                                                                | Martin Scorsese                    | 4:20     |  |
| 7.  | «The Way You Make Me Feel» (versión corta) | Michael Jackson                                                                | Joe Pytka                          | 6:43     |  |
| 8.  | «Man in the Mirror»                        | Siedah Garrett, Glen Ballard                                                   | Donald Wilson                      | 5:02     |  |
| 9.  | «Smooth Criminal» (versión rápida)         | Michael Jackson                                                                | Colin Chilvers                     | 4:16     |  |
| 10. | «Dirty Diana»                              | Michael Jackson                                                                | Joe Pytka                          | 5:08     |  |
| 11. | «Black or White» (versión censurada)       | Michael Jackson, Bill Bottrell                                                 | John Landis                        | 6:22     |  |
| 12. | «You Are Not Alone»                        | R. Kelly                                                                       | Wayne Isham                        | 5:37     |  |
| 13. | «Earth Song»                               | Michael Jackson                                                                | Nicholas Brandt                    | 7:29     |  |
| 14. | «Blood on the Dance Floor»                 | Michael Jackson, Teddy Riley                                                   | Michael Jackson y Vincent Paterson | 4:15     |  |
| 15. | «You Rock My World» (versión corta)        | Michael Jackson, Rodney Jerkins, Fred Jerkins III, LaShawn Daniels, Nora Payne | Paul Hunter                        | 10:26    |  |

## Certificación
| País           | Certificación | Ventas  |
| -------------- | ------------- | ------- |
| Alemania       | Gold          | 100,000 |
| Australia      | 16x Platinum  | 240,000 |
| España         | Platinum      | 25,000  |
| Estados Unidos | 4x Platinum   | 400,000 |
| Japón          | Gold          | 100,000 |
| Nueva Zelanda  | Platinum      | 5,000   |

- Datos: Q5920952